# كورا كرين
كورا كرين (بالإنجليزية: Cora Crane) هي صحفية أمريكية، ولدت في 12 يوليو 1865 في نيويورك في الولايات المتحدة، وتوفيت في 5 سبتمبر 1910 في جاكسونفيل في الولايات المتحدة.

## وصلات خارجية
- كورا كرين على موقع الموسوعة البريطانية (الإنجليزية)